# Fondation Louis Vuitton
O edifício da Fondation Louis Vuitton (anteriormente "Fondation Louis-Vuitton pour la création"), iniciado em 2006, é um museu de arte e centro cultural patrocinado pelo grupo LVMH e suas subsidiárias. É administrado como uma entidade legalmente separada e sem fins lucrativos como parte da arte e da cultura da LVMH.
O museu de arte foi inaugurado em outubro de 2014. O edifício foi projetado pelo arquiteto Frank Gehry e fica ao lado do Jardin d'Acclimatation do 16º arrondissement de Paris. 1.400.000 pessoas visitaram a Fondation Louis Vuitton em 2017.

## Galeria

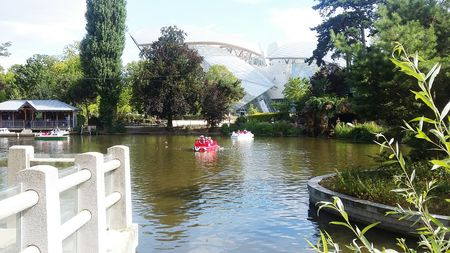
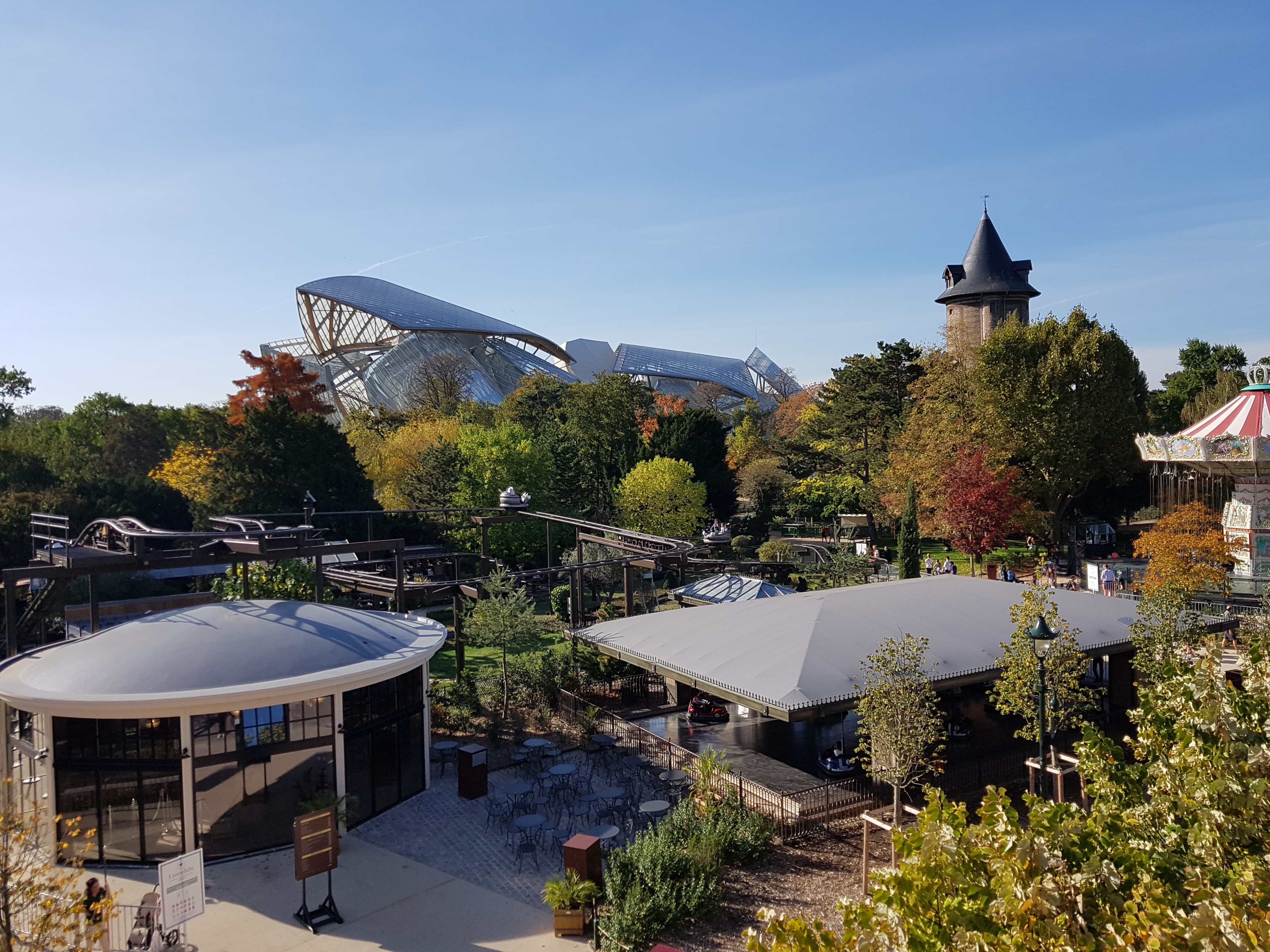